# 日本車

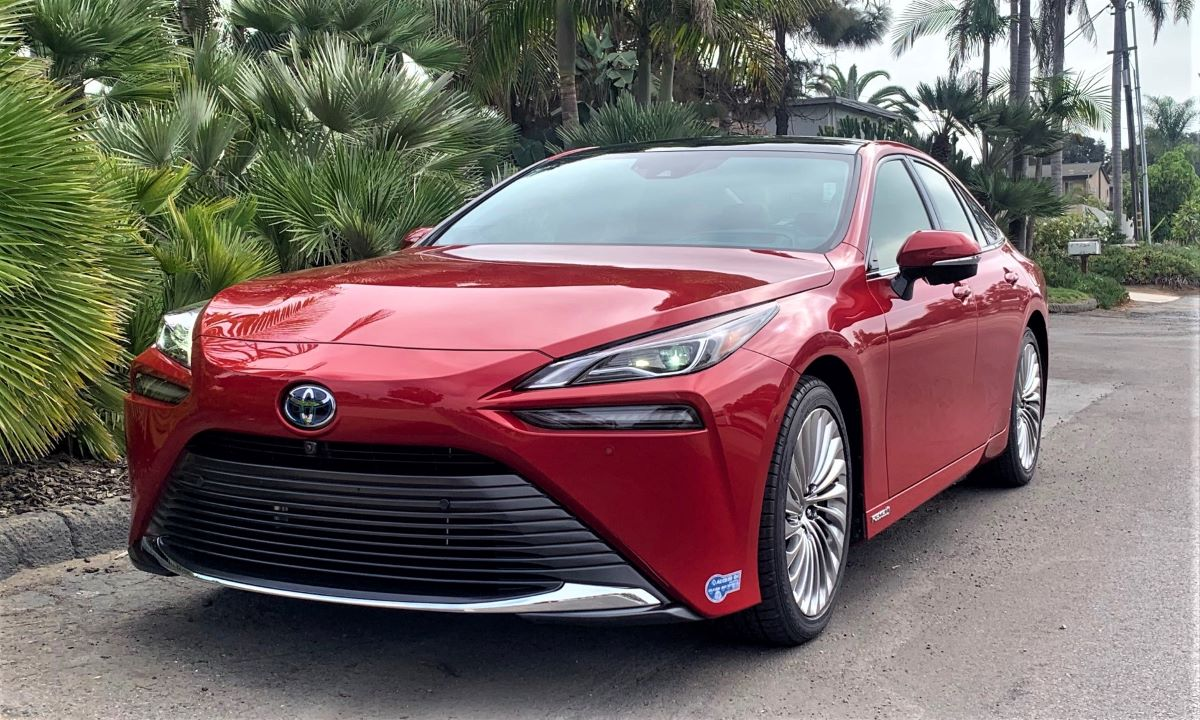
トヨタ・MIRAI

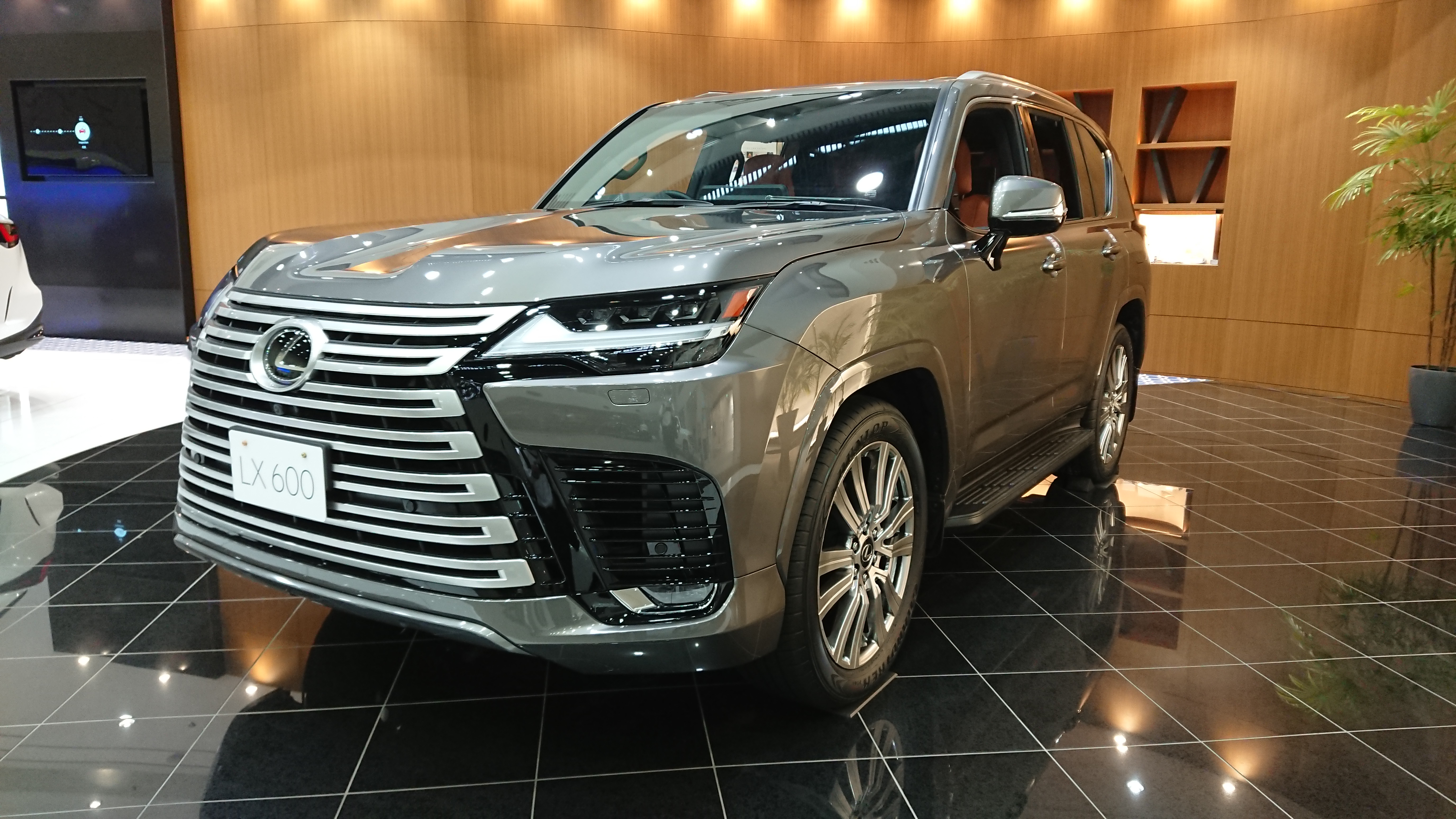
レクサス・LX

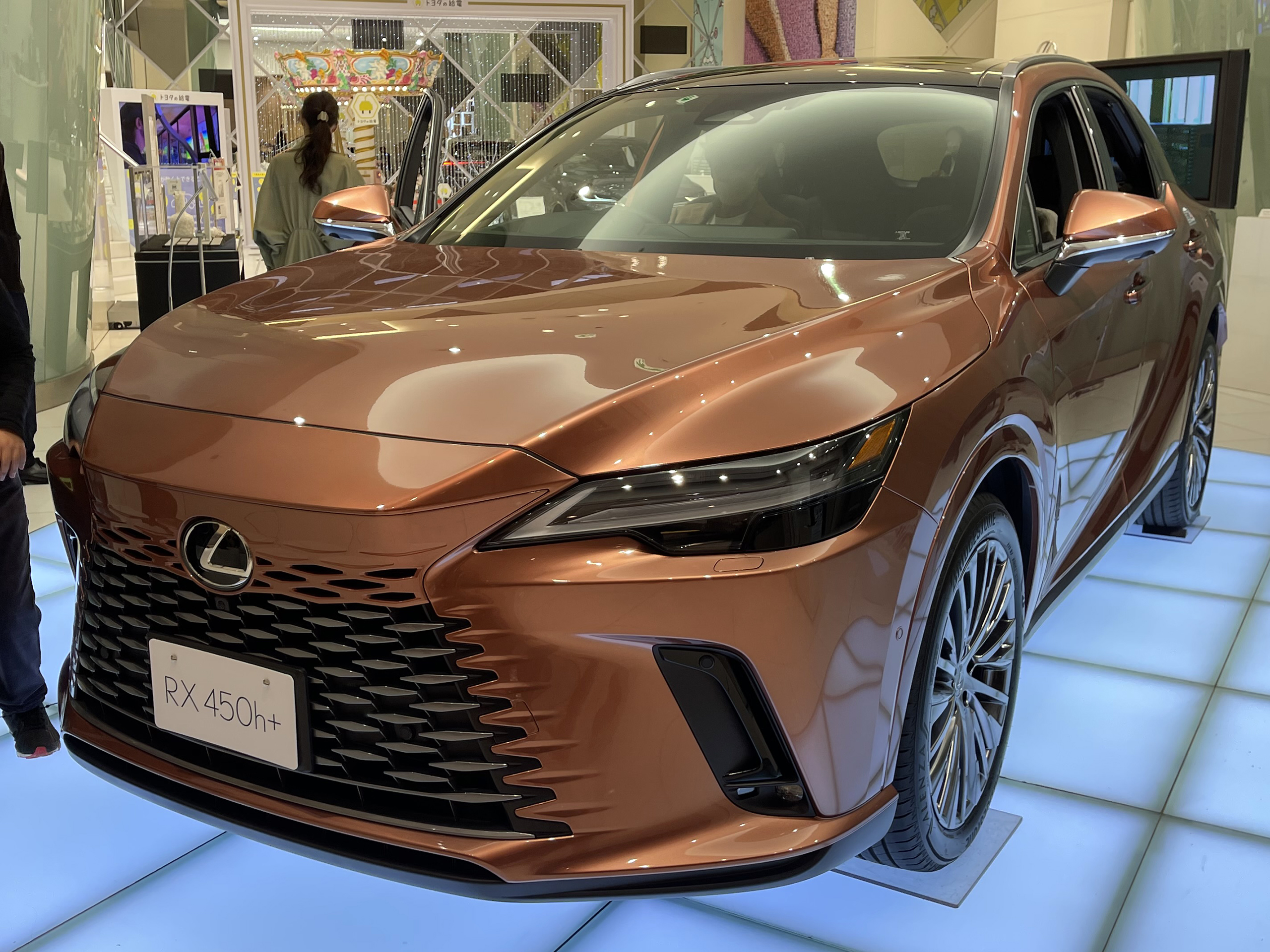
レクサス・RX

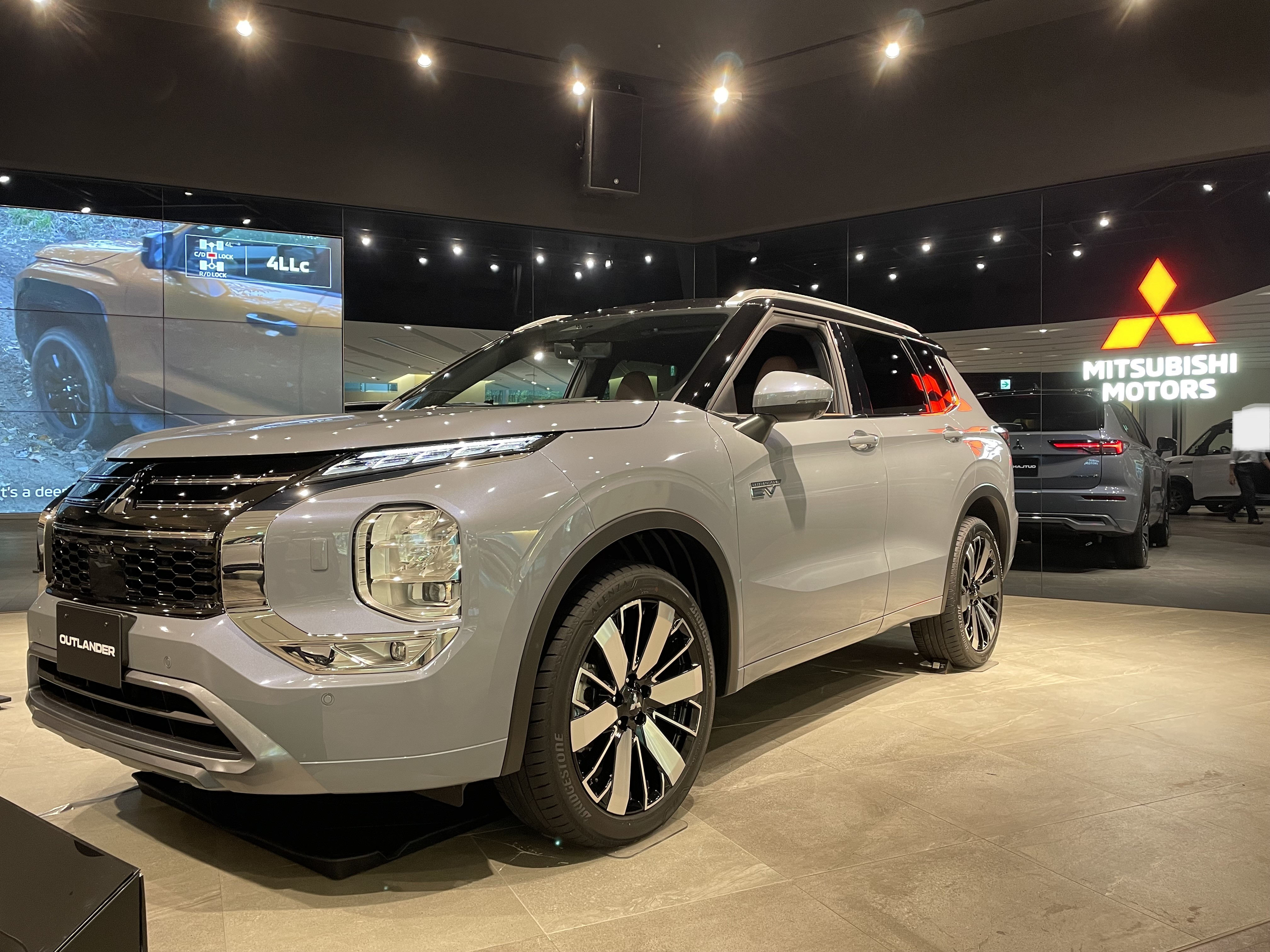
三菱・アウトランダー

日本車（にほんしゃ）とは、日本で生産される自動車（日本製自動車）、もしくは日本を本拠とするメーカーやブランドが販売する自動車（日本ブランド車）のことである。日本国内では国産車（こくさんしゃ）とも呼ばれる。

## 概要
日本車の大きな特徴は品質の高さにあり、メーカーは公式に保証していないがエンジンの交換無しで100万kmを走行可能な品質の車両が一般向けの価格帯で販売されている。
新興市場14地域におけるイメージ調査では「質が良いと思う日本製品」として日本車が挙げられている。信頼性や安全性等を考慮したアメリカの消費者団体の調査でも、推薦車種に日本車が挙げられることが多い。また、信頼性の高い車種・燃費のよい車種でも日本車がリードしており、アメリカの自動車耐久品質調査において、レクサスが1995年から2008年まで14年連続でトップであったほか、米国環境保護庁の2009年燃費ガイドによれば、クラス別燃費ランキングのトップは40車中13車が日本車であった。
2008年、日本の主要自動車メーカーによる自動車生産台数は2298万2924台で、世界の自動車生産台数6956万1356台の33.0%を占めている。
2013年、アメリカの高速道路安全保険協会による評価では、安全性で最高評価である「トップセーフティーピックプラス」の基準を満たした22車種のうち、16車種が日本メーカー車両であった。2014年、コンシューマー・レポートはブランド別の信頼度順位を発表し、レクサス、トヨタ、マツダ、ホンダの順に、日本勢がトップ4位まで独占した。
ただ一方で、ここまで述べたように性能や品質では肯定的に評価されるものの｢感性に訴えかける領域に関してはダメ｣とネガティブな評価を受けることも間々ある。それは北米でのサイオンブランド設立の背景にも挙がっていた。
現在は三菱ふそうがダイムラー・トラックの傘下に入っているほか、過去には富士重工業（現：SUBARU）およびスズキ、いすゞ自動車がゼネラル・モーターズ（GM）、マツダがフォード・モーター、日産自動車がルノーの傘下に入っていた時期もあった。
イギリスのケータハムカーズはVTホールディングスの子会社となっている。

## 歴史
- 1904年 日本車第1号と言われている「山羽式蒸気自動車」が電気技師・山羽（やまば）虎夫によって製作される[注釈 1]。
- 1907年 日本車初のガソリン自動車「タクリー号」が吉田真太郎と内山駒之助の2人によって約10台製作される。
- 1911年 東京府東京市麻布区（現在の東京都港区麻布）に「快進社自働車工場」（日産自動車の源流）を設立し、初のエンジンまでも含めた純国産車を開発した。
- 1916年 現存する日本最古の国産自動車、機械遺産であるアロー号が製作される。
- 1918年 日本車初のトラック「T.G.E.トラック」が東京瓦斯電気工業（英名略称：T.G.E.）によって生産される[9]。
- 1919年 日本車初の量産乗用車「三菱A型」が三菱造船によって誕生[10]。

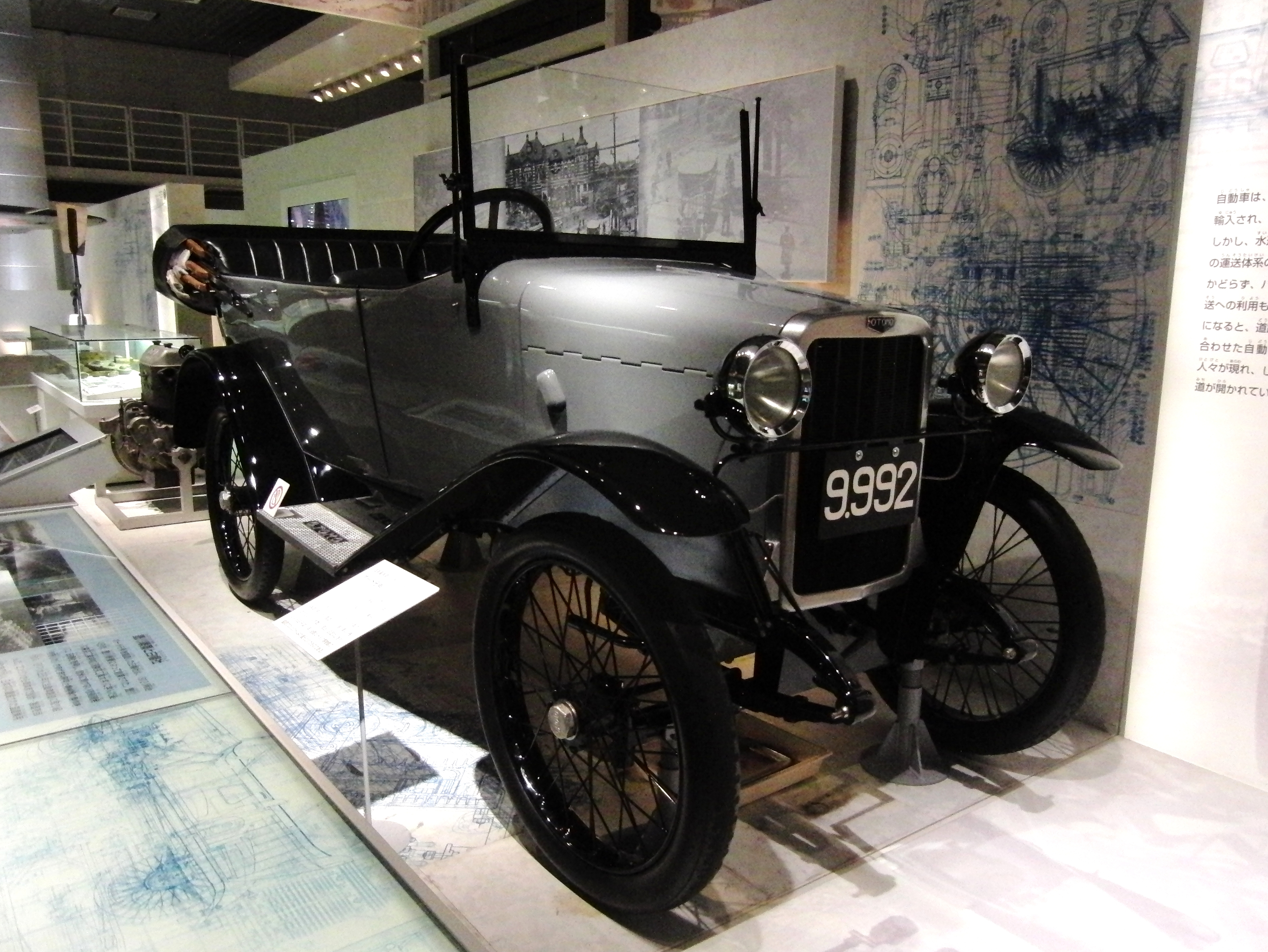
オートモ号（復元）。国立科学博物館の展示。

- 1925年 白楊社の豊川順弥が製造した「オートモ号」2台が上海に輸出され、日本車初の輸出車となる。1台は消防の伝令車として使われた（「オートモ号」は約300台製造された。1999年、トヨタ博物館と国立科学博物館の共同プロジェクトで復元され、現在、国立科学博物館に展示されている）。
- 1925年 アメリカのフォード・モーターが横浜に工場を設立、続けて1927年にはゼネラルモーターズも大阪に工場を設立。両社ともノックダウン生産という形で大量生産を行い、太平洋戦争直前まで操業した。
- 1930年5月 商工省の諮問機関である国産振興委員会が自動車工業に関する確立方策を答申、自動車国産化の機運が高まり、当時名古屋市長であった大岩勇夫が中京自動車工業化構想を提唱、後の「中京デトロイト化構想」につながる[11]。
- 1932年 川越庸一（大同メタル創業者）が当時の大岩名古屋市長を巻き込み、1928年に提唱した、「中京デトロイト化構想」に沿い、大隈鉄工所（現・オークマ）、愛知時計電機、岡本自転車、日本車輌製造の4社共同による、国産初の乗用車「アツタ号」が完成、試作1号車を名古屋市役所が買い上げる。しかし、当時の技術力や社会、経済情勢の前に、企業化計画は頓挫した。
- 1933年9月1日 豊田自動織機が社内に自動車製作部を設置、「アツタ号」に携わった菅隆俊や（翌年に）白楊社で「オートモ号」の開発・製造に携わった池永羆らを招聘し、自動車の試作に取り掛かる[12]。
- 1935年 トヨタ自動車の創業者である豊田喜一郎がトヨタ初のトラック「トヨダ・G1型トラック」を乗用車に先駆けて完成させた[9]。
- 1936年 トヨタ初の生産型乗用車「トヨダ・AA型乗用車」を生産[9]。
- 1938年8月4日 商工省の通達により小型乗用車の製造が禁止される[13]。

### 戦後の日本車の特徴
上記の歴史的経緯から、戦前の日本では主に大型・大排気量のアメリカ車をそのまま日本に移入する形で乗用車や貨物自動車のノックダウン生産が行われ、トヨタをはじめとする内国資本のメーカーも概ねアメリカ車に範を取った開発を行っていた。しかし、1937年から日中戦争が勃発すると民間向けの車輌製造は徐々に縮小していき、1941年の太平洋戦争勃発後は軍用車両のみを製造する状況となった。この間、日本国内で自製と市販化が出来た乗用車はアメリカ車でも中級車によく見られた直列6気筒（トヨダ・AA型）止まりで、一部の試作車両（アツタ号）向けに高級車で一般的であった直列8気筒がごく少数試製されたに過ぎず、フォードが1932年式で既に量産化を達成していたV型8気筒や、キャデラックが1930年式の時点で採用していたV型16気筒といった構造が複雑な水冷多気筒V型エンジンを、自動車向けに大量生産出来る工業水準に達することはできなかった。くろがね四起のような軍用四輪駆動車ですら、当時のオート三輪や大型自動二輪車向けのオートバイ用エンジンで一般的であった空冷V型2気筒しか採用できず、旧日本軍向けの航空用エンジンや戦車用動力装置も、その生産は鉄道車両用エンジンや船舶用推進機関を製造していた重工業メーカーが主体であり、日本の自動車産業全体の戦車や航空機製造への寄与はアメリカの自動車産業と比較して限定的なままで終わっている。というよりむしろ逆であり、2020年代に現存する日本の自動車・架装メーカーのうち三菱、スバル、いすゞ、日野、カワサキ、新明和などはこれら軍需重工業メーカーを祖に持っている。
戦争が激化する1941年以前の時点でも、自家用車を所有できる日本人は豪商（政商）や旧華族、皇族などの超富裕層に限定され、その用途もお抱え運転手を擁したリムジン的な運用がほとんどであった。そのため、アメリカやヨーロッパの主に若者の間で広まっていたモータースポーツやチューニングカーといった概念や文化も、戦前では多摩川スピードウェイで極僅かに実践されていた程度でほとんど市井に広まることはなく、これらを通じた自動車メーカーへの技術的フィードバックも発生しなかった。
1945年に日本が第二次世界大戦に敗戦すると、連合国軍最高司令官総司令部は連合国軍占領下の日本に対して航空機と自動車の製造を禁止する政策を行ったが、民間向け自動車製造に関しては1947年には禁令が解かれた。この時にトヨタが戦後初の市販車両（トヨペット・SA型小型乗用車）に採用したのがトヨタ・S型エンジン (初代)であり、「戦争で荒廃した工業水準でも生産や整備が可能である事」を念頭に、「構造簡素で小型・小排気量の自動車用エンジン」が採用された。また、同時期の他の日本車メーカーも、欧米メーカーの小型自動車（コンパクトカー）相当の大衆車をノックダウン生産する形で自動車産業に復帰しており、1949年の軽自動車の規格制定も相まって、「小型・小排気量のエンジンを搭載し、軽快な運動性と良好な燃費を併せ持つ比較的小型の車両」という、現在まで続く日本車の方向性がほぼ固められた。
帝京大学の佐藤達男によると、戦前の日本では主に航空用エンジンを中心に、日中戦争以降欧米諸国の対日禁輸に伴い「良質な原材料が不足し、汎用的ではあるが扱いが難解な"悪い工作機械"しか国産化できず、更にはそれらをまともに扱える熟練工員まで徴兵により不足する事となった結果、設計通りの製造品質が得られず出力が上がらない上に耐久性も低いエンジンで戦うために、機体全体を小型軽量に設計せざるを得なくなるという悪循環に陥った」と総括しており、結果的にこれが日本の敗戦の一要因にもなっていると結論付けている。しかし、皮肉なことに敗戦に伴いGHQに航空機製造が禁止されたことにより、戦中に航空機の開発や生産に携わった技術者（百瀬晋六など）の多くが自動車産業へと転身。戦前の国産航空用エンジンや軍用機設計に見られた「国情に伴う制約故の小型・軽量設計」という技術的特徴が、そのまま戦後の日本車の開発現場にも持ち込まれたことや、これらの元航空技師達を受け入れた日本車メーカーが経営戦略として「アメリカ車と直接競合する中級車や大型乗用車での商品展開を回避した」ことも、現在まで続く日本車の方向性を決定づける大きな要因であったとしている。

## 主なメーカー・ブランド

### 四輪車
（『▲』はブランドを示す）
- トヨタ自動車
  - トヨタ▲
  - レクサス▲
  - サイオン▲※現在廃止

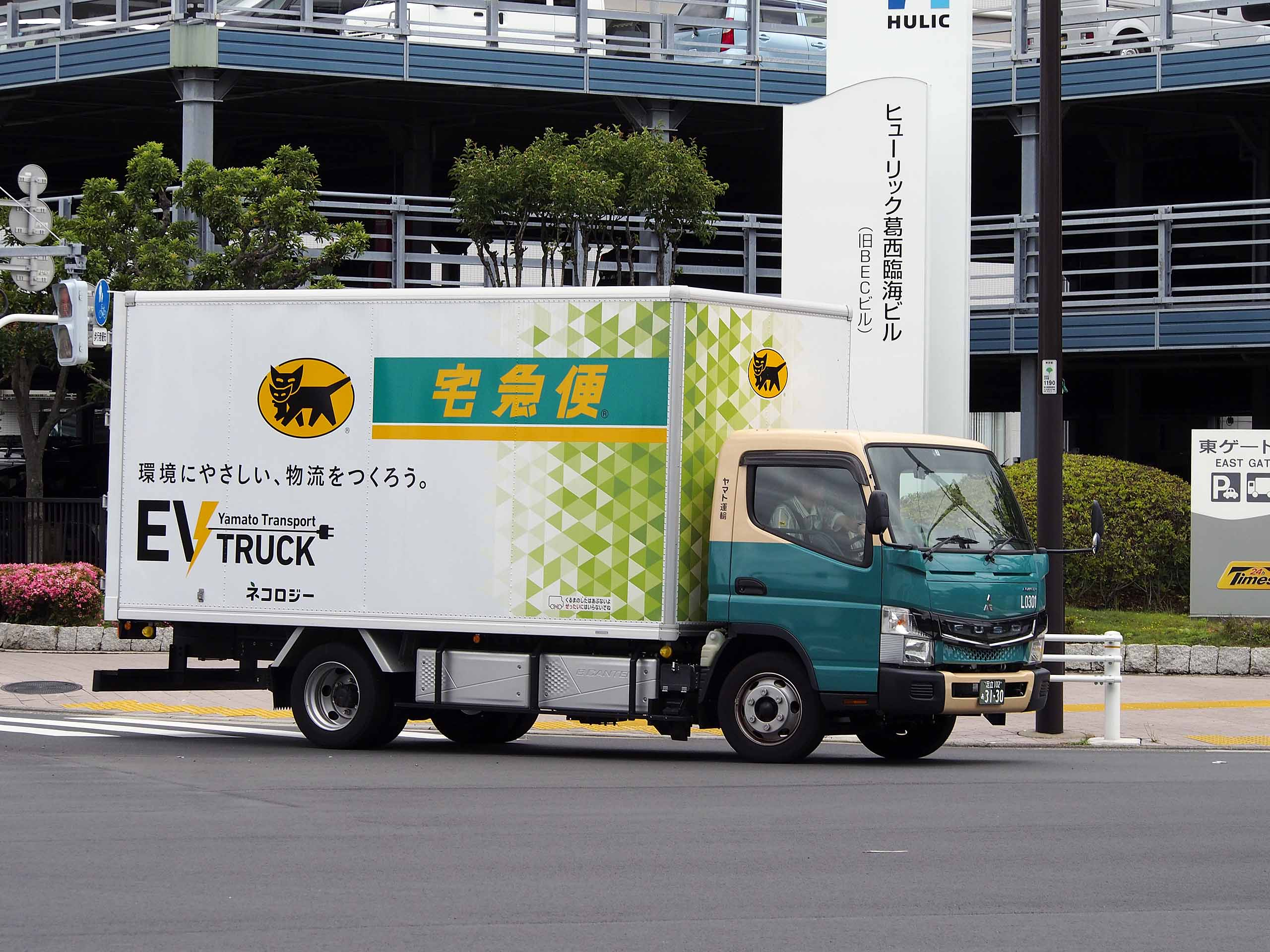
三菱ふそう・キャンター

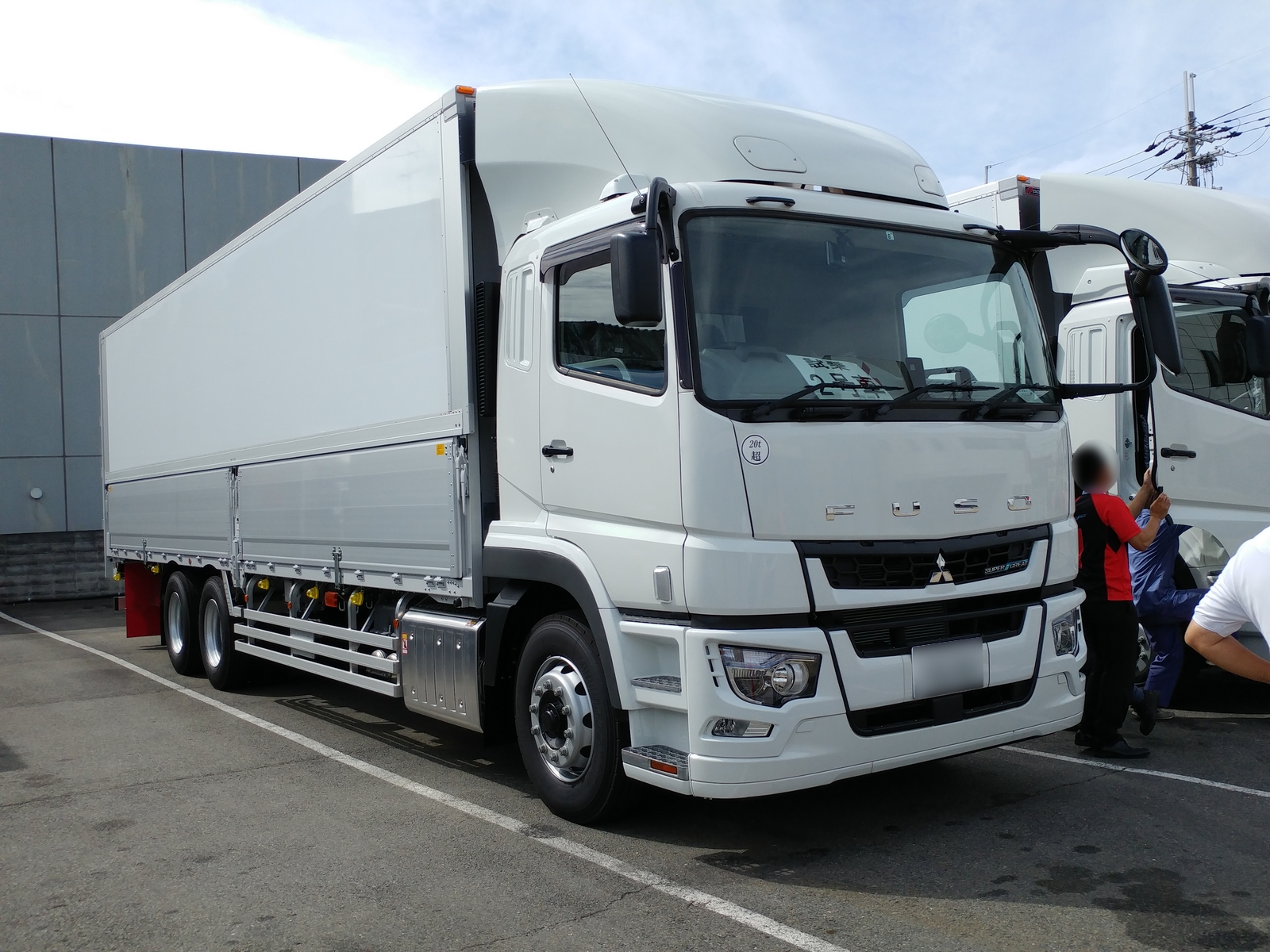
三菱ふそう・スーパーグレート

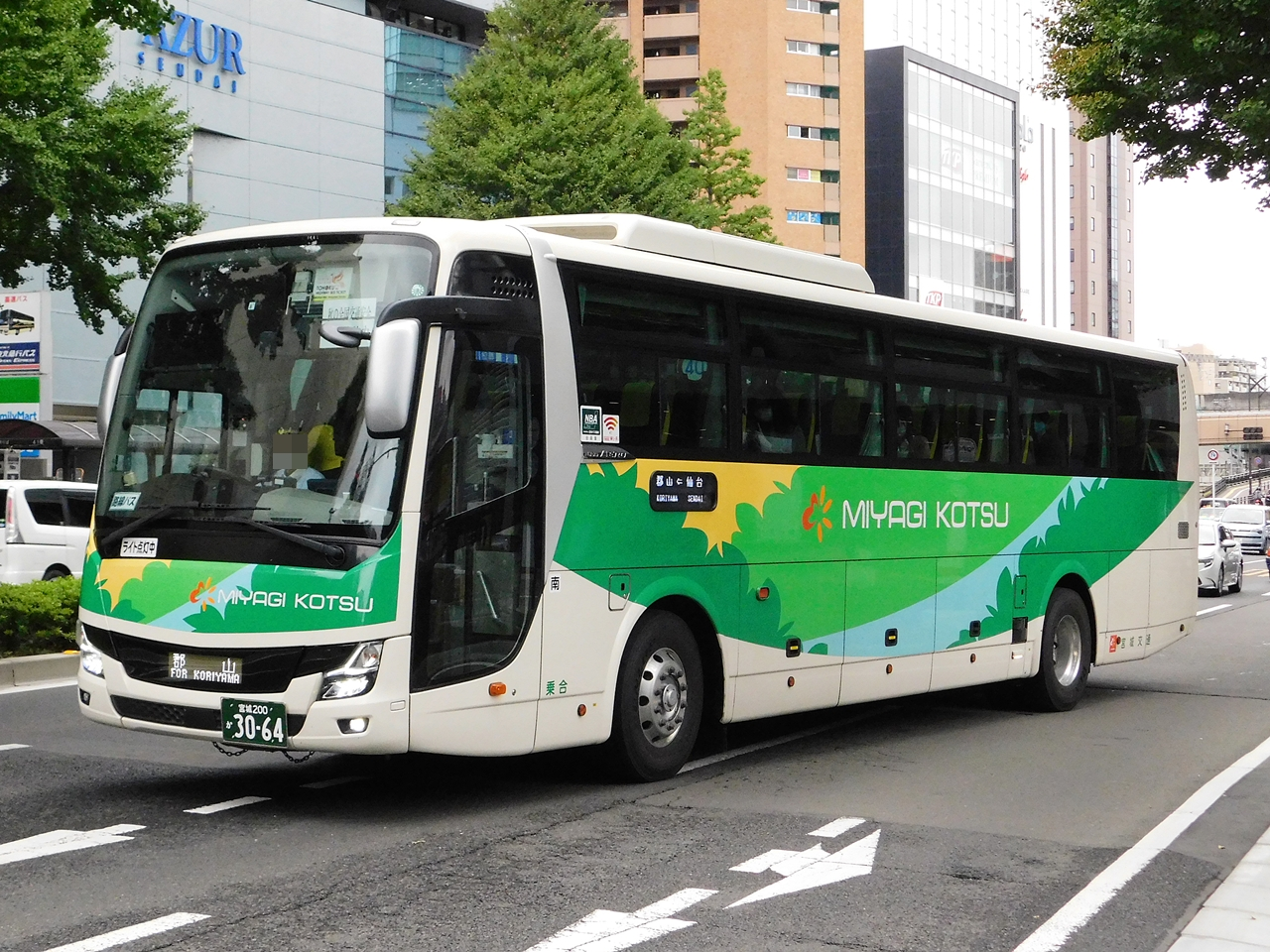
三菱ふそう・エアロエース

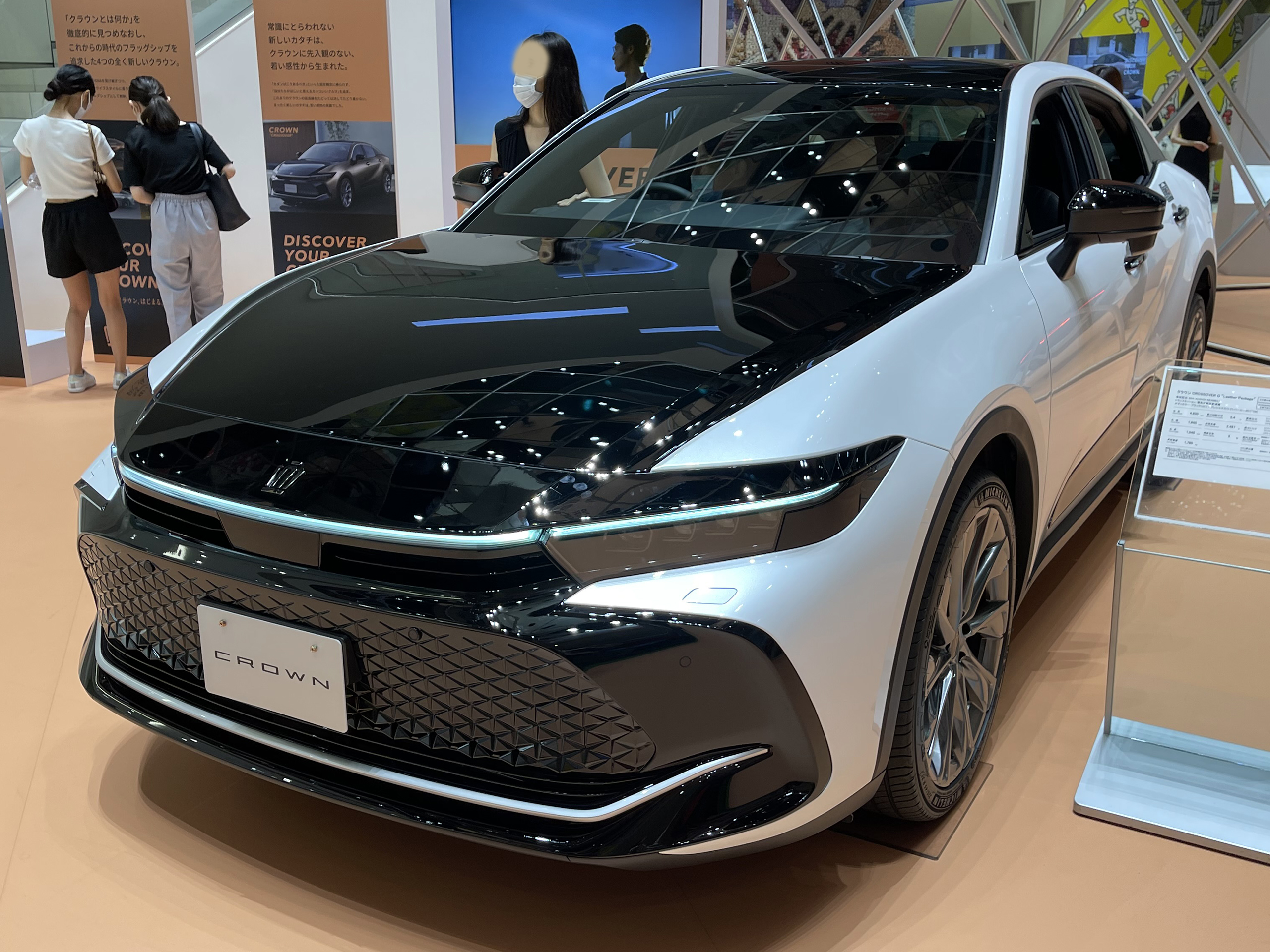
トヨタ・クラウン

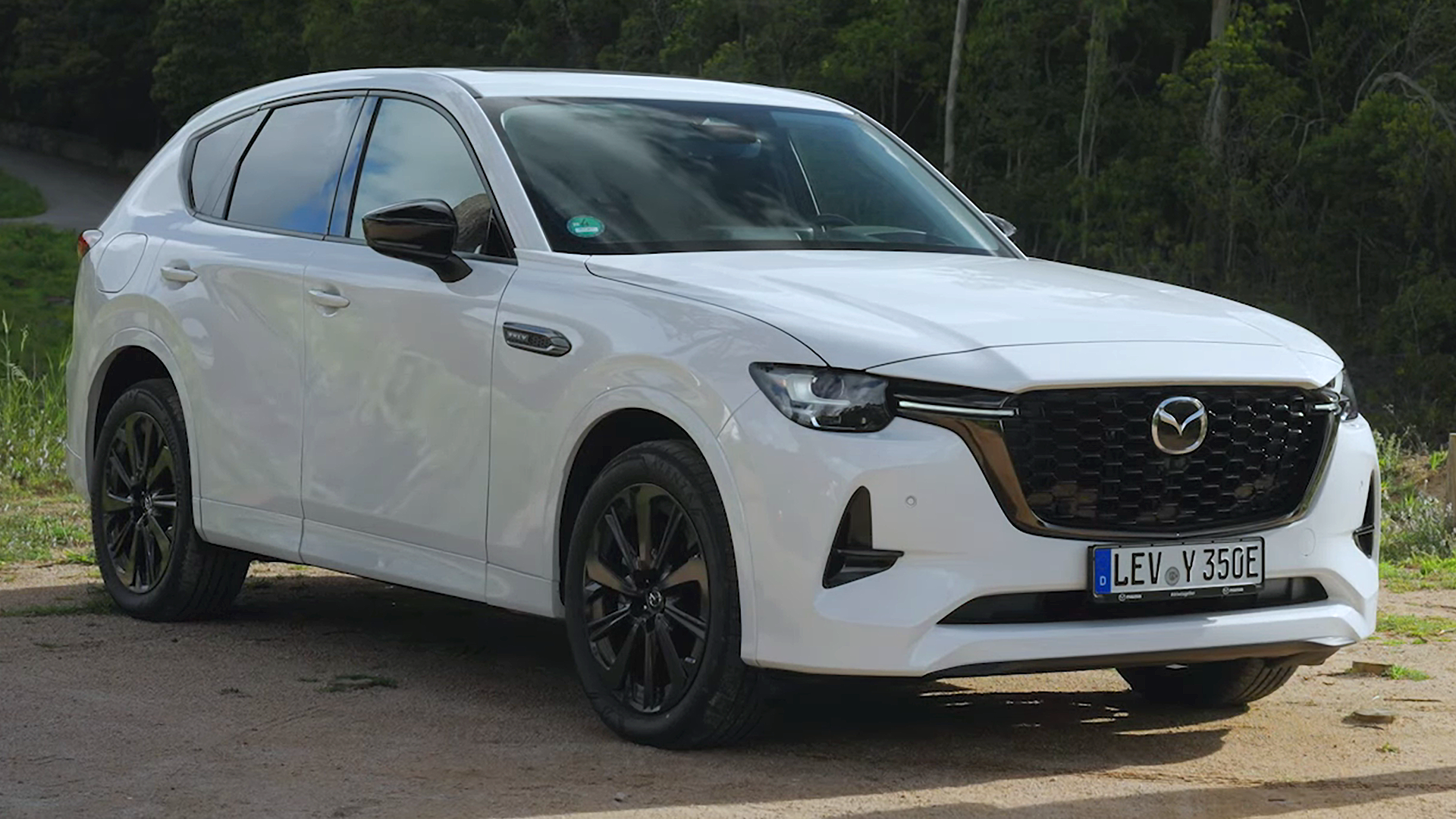
マツダ・CX-60

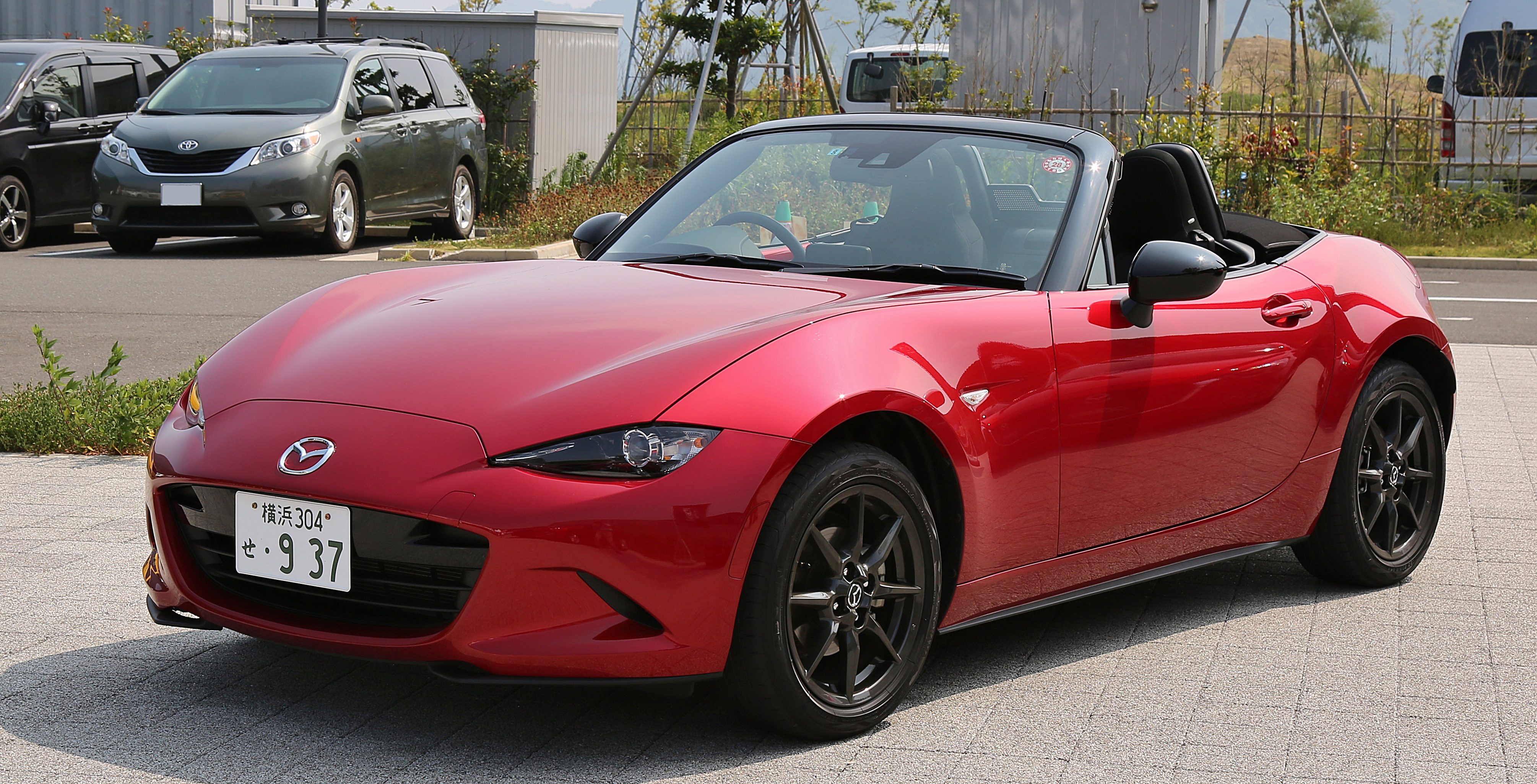
マツダ・ロードスター

  - トヨペット▲※現在廃止（販売チャンネルとして名は残る）
  - ダイハツ工業
  - 日野自動車
  - トヨタ車体
- 日産自動車
  - ニッサン▲
  - インフィニティ▲
  - ダットサン▲
  - プリンス▲※現在廃止
  - 三菱自動車工業
  - NMKV
- 本田技研工業
  - ホンダ▲
  - アキュラ▲
  - ソニー・ホンダモビリティ
- マツダ
  - マツダ▲
  - アンフィニ▲※現在廃止
  - ユーノス▲※現在廃止
  - オートザム▲※現在廃止
- SUBARU
  - スバル▲
- スズキ
- いすゞ自動車
  - UDトラックス
  - ジェイ・バス
- 三菱ふそうトラック・バス
- シンクトゥギャザー
- 光岡自動車
- タケオカ自動車工芸
- トライクファクトリージャパン
- KGモーターズ[16]
- アスパーク
- 日本エレクトライク
- 高山自動車[17]
- EV TOYOHASHI[18]
- みちのくトレード合同[19]

日本に製造工場を持たない会社
- アセンブルポイント[20]（フィリピンに自社工場を持つ日本のベンチャー企業）

- ASF
- HW ELECTRO[21]
- EVモーターズ・ジャパン
- タジマモーターコーポレーション[22]

### 二輪車
- 本田技研工業
- スズキ
- 川崎重工業
- ヤマハ発動機

- フキ・プランニング
- アクセス
- CKデザイン
- メグム[23]
- ロデオ・マニュファクチャリング・インク[24]
- MSソリューションズ[25]
- ドリームトキ[26]

## 日本国外における日本車
戦後における日本車の本格的な海外輸出は、1949年（昭和24年）12月1日の外国為替及び外国貿易管理法、および輸出貿易管理令を経て、さらに翌1950年（昭和25年）4月の自動車の統制価格の廃止をもって、原材料の調達、生産、販売、値付けに関する一切の規制が取り払われ、自由化がなされるまで待たねばならなかった。また、自動車業界側は1949年4月に「自動車輸出振興会」を設立し、トヨタ社長の豊田喜一郎を会長に据え、輸出再開の準備を進めた。
民間輸出業者に続き、メーカーも海外輸出を再開したが、当初の輸出先は本土復帰前の沖縄、台湾、タイ、ブラジルが主であった。当初は第二次大戦後の世界で普及途上であった一方、軍用車両生産によって日本での製造技術蓄積が進んでいたディーゼルエンジン搭載の大型トラック・バスが輸出の主力であった。
純粋な輸出による増産ではないが、1956年から始まった「U.S. Army Procurement Agency in Japan（APA）特需」も、生産技術の向上には好機となった。
より外貨の獲得に有利な対米輸出は、1957年のトヨタのクラウンとランドクルーザーから始まった。当時はまだ技術力が低かったため、クラウンはオーバーヒートや焼きつき、操縦安定性の欠如、灯火類の照度不足などで市場不適合の烙印を押され、改良の甲斐もなく早々と輸出中止を余儀なくされたため、設立当初の米国トヨタ（現・TMS）はランドクルーザーのみに命脈を繋ぐという危機的状況に追い込まれていた時期もあった。
オイルショックや大気汚染問題が深刻化した1970年代に、ホンダによってCVCCが開発されるとその高い技術力や省燃費性に注目が集まるようになり、世界での評価は大きく高まった。そして燃費の良さや、工作精度の高さによる故障の少なさ、そして安価でコストパフォマンスが良い点が評判となり、レクサスなどの高級車も売れて世界各国で高い人気を得るまでになった。
しかし21世紀に入ると新興メーカーの追い上げを受け各地でシェアを減らしている点が課題となっている。
多くの国に日本で使用されていた中古車が大量に輸出されている。イギリスやアメリカなどではスカイラインGT-Rやランサーエボリューション、インプレッサWRXなどの一部のスポーツモデルがカルト的な人気を誇っている。また近年特にアメリカ市場では、いわゆる25年ルール（外国製車種のうち製造後25年を経たものは制限なく輸入・使用が可能）が1990年代も除外対象になってきたため、日本のバブル期の高性能車から軽自動車まで様々な中古車が輸出される事象が発生している。
国交のない北朝鮮や、フセイン政権時代のイラクにも、商社を通じて輸出（主にトヨタ・ハイラックスや、同メーカーハイエースなどピックアップや大人数が乗車可能なバン）されている。チャド政府軍対リビア軍・反政府軍によるチャド内戦や、イラン・イラク戦争の際は、両軍ともに日本製のトラックや4輪駆動車に銃砲類を搭載した簡易戦闘車「テクニカル」を大量投入して戦闘を繰り広げ、俗にトヨタ戦争とも呼ばれた。

### アジア・オセアニア
韓国では、1988年に自動車の輸入が自由化されたものの、「輸入先多辺化（多角化）制度」と呼ばれる事実上の対日輸入禁止品目において自動車が指定されていたために、日本製自動車に限っては輸入・販売が禁止されていたが、その間にも現地メーカーにより、三菱車やマツダ車、スズキ車などをはじめとした多くの車種が現地生産されていた。日本車の販売は、同制度が1998年6月をもって撤廃された後に開始された。日本車に乗ることに対する心理的な後ろめたさがあるとも言われたが、2005年以降はレクサスが輸入車販売の第1位となっている他、ホンダやインフィニティの販売も好調であった。米韓自由貿易協定により、米国製日本メーカーの車も徐々に増えていった（トヨタ・カムリ、トヨタ・シエナ、日産・アルティマなど）。しかし現地企業が軌道に乗り、政治対立も悪化し日本車離れをしていった。
台湾（中華民国）では21世紀に入るまでは日本を含むアジア製やオーストラリア製の完成車輸入を禁止していたため、日本のメーカーは現地企業と合弁でKD生産に力を入れていた。中でも日産のモデルを生産していた裕隆汽車（ユーロン、Yulon）は1960年代から操業を始めている。
中国では現地企業との合弁企業での進出となっている。長らく人気を誇ったがBYDなどの国内資本のメーカーが台頭したことから減少傾向にある。
タイは日本車王国として知られた。しかし2020年代になると減少傾向となる。
インドでは、スズキの全4輪車の55%を生産するまでに成長したマルチ・スズキ・インディア（現在はスズキの子会社）が50%を超えるシェアを握っていた時期もあったが、韓国のヒョンデとキアの伸長や地元のタタ、マヒンドラの成長もあり、世界的な半導体不足の際は41%台、供給回復中の2023年（令和5年）上半期では42%台となっている。なお、スズキ以外の日系ブランドに至っては合計でシェア10%あるかないかという状況である。 。
オーストラリアでは右ハンドルのこともあり大きなシェアがあるが、21世紀になり減少傾向にある。また、かつては日産や三菱も現地生産したこともあった。

### 欧州・CIS
ヨーロッパでは伝統的にシェアが少ない。
ロシアやモンゴル国などでは、右側通行にもかかわらず右ハンドルのままで使用されている。特に商用車などは日本語の看板が描かれたまま使われているものも多い。また、日本車に限定されるものではないが、盗難車の輸出も増え続けている。これには、自由貿易港を持ち、ジュベル・アリ・フリーゾーンでもあるドバイが存在する限り、有効な対策はないといわれている。

### 南北アメリカ
アメリカ市場での市場シェアは日米貿易摩擦が起きたほど高い。アメリカメーカーはピックアップトラックが販売の中心になっているのに対し、セダンやSUVでは日本メーカーがリードしている。2007年、全米最大の新聞であるUSAトゥディ紙が発表した「過去25年間に最もインパクトのあった自動車」では、1位・トヨタ・カムリ（1992年型）、3位・トヨタ・プリウス（2001年型）、7位・レクサスLS400（1990年型）など、トップ10のうち6車が日本車であった。一方EV商戦には出遅れTeslaへの流出を招いた。
ブラジルでは1990年代まで国策により輸入車の販売が原則禁止されており、トヨタが一部車種を現地組み立てするに止まっていた。しかし現在は輸入車の販売が解禁された上に、ホンダも現地生産を開始し、更にフレックス燃料車を発売したのを皮切りにトヨタもフレックス燃料車の生産販売に参入した。

### 現地生産
前述のように、1960年代以降、日本製自動車は世界各地に輸出されていたが、日本の自動車生産台数が世界一になった以降の1980年代後半頃から、いわゆる貿易摩擦（ジャパンバッシング）の激化や円高、相手国の政策上の都合（関税、輸入制限など）などにより、トヨタや日産など主要なメーカーでは、アメリカ・ヨーロッパ・南アメリカ・中国・台湾・ASEANといった、世界の主要な地域に現地生産工場を設立し、日本から技術が移管されて、現地で日本ブランドの自動車が生産される割合が多くなっている。
当初は日本から主要な部品などを輸出していたことが多かったが、やがて主要な部品の現地調達率も高まりつつあり、外国拠点の主導で改良、設計された車種も現れるようになった。外国拠点で生産された一部の車種は日本にも輸入されている。

## 日本国外の文化にみる日本車
日本国外、主にアメリカ合衆国では日本で言うところの走り屋文化に関連する事象として、チューンアップした日本車（スポーツコンパクト：スポコン）を日本の主食である米になぞらえてライスバーナー（Rice burner）やライサー（Ricer）、同様に日本のオートバイメーカーのスポーツバイクをライスロケット（Rice rocket）などと呼ぶことがある。
このような日本車をテーマのひとつとした映画『ワイルド・スピード』（原題："The Fast and the Furious"）は、アメリカを中心に全世界でヒットし、シリーズ化されている。
とりわけ2019年前後ではアメリカの通称｢25年ルール｣と呼ばれる輸入規制免除枠も相まって、ネオヒストリックカー（とりわけRB26世代のスカイラインGT-Rが取り沙汰されることが多い）の北米への流出が起こっている。